# 瑞安·博林傑
瑞安·博林傑（英語：Ryan Bollinger，1991年2月4日—），為美國棒球選手，守備位置為投手。

## 生平
瑞安·博林傑在2009年的美國職棒選秀會由費城費城人隊以第47輪第1427順位選進而開啟職業生涯，生涯從未上過大聯盟，美職體系下出賽過的最高層級為小聯盟3A。
2019年到台灣效力於中華職棒富邦悍將，中文登錄名包林傑，他在原洋投索沙（Henry Sosa）重返韓國職棒後，接替其洋將名額上一軍。2020年因腳傷僅於二軍出賽一場，未能在一軍登板。
2021年轉戰樂天桃猿，登錄名改為霸林爵。

## 經歷
- 美國職棒費城費城人（小聯盟，2009－2010年）
- 美國職棒芝加哥白襪（小聯盟，2011－2013年）
- 美國職棒獨立聯盟St. Paul Saints（美國協會，2014年）
- 美國職棒獨立聯盟Winnipeg Goldeyes（美國協會，2014年）
- 加拿大美國職業棒球聯盟三河天鷹（Trois-Rivieres Aigles）（2014－2016年）
- 德國聯邦棒球聯賽哈爾門徒（Haar Disciples）（2017年）
- 澳洲棒球聯盟布里斯本俠盜（2017年－2019年）
- 美國職棒紐約洋基（小聯盟，2018年）
- 美國職棒聖地牙哥教士（小聯盟，2019年）
- 中華職棒富邦悍將（2019年－2020年）
- 中華職棒樂天桃猿（2021年－2022年）

## 個人成績

### 美國職棒
- 小聯盟投球局數275.1局，17勝12敗3.76自責分率，獨立聯盟投球局數336.2局，21勝25敗4.46自責分率

### 中華職棒
| 年度 | 球隊     | 出賽 | 先發 | 勝投 | 敗投 | 中繼 | 救援 | 完投 | 完封 | 三振 | 四死 | 責失 | 投球局數 | 自責分率 | 被上壘率 |
| ---- | -------- | ---- | ---- | ---- | ---- | ---- | ---- | ---- | ---- | ---- | ---- | ---- | -------- | -------- | -------- |
| 2019 | 富邦悍將 | 19   | 19   | 6    | 5    | 0    | 0    | 1    | 1    | 127  | 34   | 52   | 108.2    | 4.31     | 1.31     |
| 2021 | 樂天桃猿 | 19   | 19   | 5    | 7    | 0    | 0    | 1    | 1    | 114  | 30   | 33   | 106.0    | 2.80     | 1.25     |
| 2022 | 樂天桃猿 | 23   | 23   | 8    | 6    | 0    | 0    | 0    | 0    | 114  | 36   | 58   | 130.1    | 4.01     | 1.39     |
| 合計 | 3年      | 38   | 38   | 19   | 18   | 0    | 0    | 2    | 2    | 355  | 100  | 143  | 345.0    | 3.73     | 1.32     |

## 特殊事蹟
- 2019年6月16日於新莊球場面對中信兄弟隊的比賽投出無保送完封勝[3]。
- 2022年雖然在樂天桃猿隊繳出了不錯的投球成績，但因為受傷而未被帶進台灣大賽。不過11月6日在2022年台灣大賽第二戰當中開球，以開球嘉賓的另一種身份參與了樂天桃猿在台灣大賽的賽事當中。

## 外部連結
- 瑞安·博林傑在台灣棒球維基館上的頁面（繁體中文）
- 瑞安·博林傑在美國職棒官網（英语）
- 瑞安·博林傑在中華職棒官網
- 瑞安·博林傑在Baseball-Reference.com（小聯盟以及海外聯盟）（英语）
- 瑞安·博林傑在The Baseball Cube（英语）